# Euscorpius
Euscorpius es un género de escorpiones, comúnmente llamados pequeños escorpiones de la madera. Actualmente contiene 65 especies y es el género tipo de la familia Euscorpiidae - incluida durante mucho tiempo en Chactidae y la subfamilia Euscorpiinae.
Los miembros más comunes pertenecen al complejo de especies E. carpathus, que constituye el subgénero Euscorpius. Este grupo está muy extendido desde el norte de África y España hasta la zona templada de Eurasia desde Inglaterra y el norte de Francia a través de la República Checa hasta Rusia.
Las especies varían en color de amarillo-marrón a marrón oscuro. Muchos son marrones con patas amarillas y aguijón. El más grande es E. italicus con 5 cm (2 in) y el más pequeño es E. germanus con 1,5 cm (0,6 in). El veneno de las especies de Euscorpius es generalmente muy débil, con efectos similares a la picadura de un mosquito. Es posible que algunos especímenes más pequeños ni siquiera puedan perforar la piel humana con sus picaduras.

## Especies
Euscorpius contiene las siguientes sesenta y ocho especies:
- Euscorpius aladaglarensis Tropea & Yagmur, 2016
- Euscorpius alanyaensis Tropea, Yagmur, Parmakelis & Kunt, 2016
- Euscorpius altadonnai Tropea, 2017
- Euscorpius amorgensis Tropea, Fet, Parmakelis, Kotsakiozi & Stathi, 2017
- Euscorpius aquilejensis (C. L. Koch, 1837)
- Euscorpius arikani Yagmur & Tropea, 2015
- Euscorpius avcii Tropea, Yagmur, Koc, Yesilyurt & Rossi 2012
- Euscorpius balearicus Caporiacco, 1950
- Euscorpius biokovensis Tropea & Ozimec, 2020
- Euscorpius birulai Fet, Soleglad, Parmakelis, Kotsakiozi & Stathi, 2014
- Euscorpius bonacinai Kovarik & Stahlavsky, 2020
- Euscorpius borovaglavaensis Tropea, 2015
- Euscorpius calabriae Di Caporiacco, 1950
- Euscorpius candiota Birula, 1903
- Euscorpius canestrinii (Fanzago, 1872)
- Euscorpius carpathicus (Linnaeus, 1767)
- Euscorpius celanus Tropea, 2012
- Euscorpius ciliciensis Birula, 1898
- Euscorpius concinnus (C. L. Koch, 1837)
- Euscorpius corcyraeus Tropea & Rossi, 2012
- Euscorpius curcici Tropea, Fet, Parmakelis, Kotsakiozi & Stathi, 2017
- Euscorpius deltshevi Fet, Graham, Webber & Blagoev, 2014
- Euscorpius drenskii Tropea, Fet, Parmakelis, Kotsakiozi & Stathi, 2015
- Euscorpius erymanthius Tropea, Fet, Parmakelis, Kotsakiozi & Stathi, 2013
- Euscorpius eskisehirensis Tropea & Yagmur, 2015
- Euscorpius feti Tropea, 2013
- Euscorpius garganicus Caporiacco, 1950
- Euscorpius giachinoi Tropea & Fet, 2015
- Euscorpius gocmeni Tropea, Yagmur & Yesilyurt, 2014
- Euscorpius hadzii Caporiacco, 1950
- Euscorpius hakani Tropea & Yagmur, 2016
- Euscorpius honazicus Tropea, Yagmur, Karampatsou, Parmakelis & Yesilyurt, 2016
- Euscorpius hyblaeus Tropea, 2016
- Euscorpius idaeus Yagmur & Tropea, 2017
- Euscorpius italicus (Herbst, 1800)
- Euscorpius janstai Kovarik & Stahlavsky, 2020
- Euscorpius kabateki Kovarik & Stahlavsky, 2020
- Euscorpius kinzelbachi Tropea, Fet, Parmakelis, Kotsakiozi & Stathi, 2014
- Euscorpius koci Tropea & Yagmur, 2015
- Euscorpius koschewnikowi Birula, 1900
- Euscorpius kritscheri Fet, Soleglad, Parmakelis, Kotsakiozi & Stathi, 2013
- Euscorpius lagostae Caporiacco, 1950
- Euscorpius lesbiacus Tropea, Fet, Parmakelis, Kotsakiozi, Stathi & Zafeiriou, 2020
- Euscorpius lycius Yagmur, Tropea & Yesilyurt, 2013
- Euscorpius mylonasi Fet, Soleglad, Parmakelis, Kotsakiozi & Stathi, 2014
- Euscorpius naupliensis (C. L. Koch, 1837)
- Euscorpius oglasae Di Caporiacco, 1950
- Euscorpius olympus Blasco-Aróstegui & Prendini, 2023[5]
- Euscorpius ossae Di Capriacco, 1950
- Euscorpius parthenopeius Tropea, Parmakelis, Sziszkosz, Balanika & Bouderka, 2014
- Euscorpius popovi Tropea, Fet, Parmakelis, Kotsakiozi & Stathi, 2015
- Euscorpius sadileki Kovarik & Stahlavsky, 2020
- Euscorpius salentinus Tropea, 2017
- Euscorpius scaber Birula, 1900
- Euscorpius scheraboni Kovarik & Stahlavsky, 2020
- Euscorpius sicanus (C. L. Koch, 1837)
- Euscorpius solegladi Fet, Graham, Webber & Blagoev, 2014
- Euscorpius stahlavskyi Tropea, Fet, Parmakelis, Kotsakiozi & Stathi, 2014
- Euscorpius studentium Karaman, 2020
- Euscorpius sultanensis Tropea & Yagmur, 2016
- Euscorpius tauricus (C. L. Koch, 1837)
- Euscorpius tergestinus (C.L. Koch, 1837)
- Euscorpius thracicus Kovarik, Lowe, Byronova & Stahlavsky, 2020
- Euscorpius vailatii Tropea & Fet, 2015
- Euscorpius vignai Tropea, Fet, Parmakelis, Kotsakiozi & Stathi, 2014
- Euscorpius yagmuri Kovarik, Fet & Soleglad, 2014